# تصفيات كأس التحدي الآسيوي 2010
شهدت مرحلة تصفيات كأس التحدي الآسيوي 2010 تقدم خمسة فرق إلى النهائيات للانضمام إلى ثلاثة متأهلين تلقائياً في البطولة النهائية في سريلانكا.
وتتألف التصفيات من قسمين.
- مباراة فاصلة بين المشتركين ذوي المرتبتين 19 و20 (منغوليا وماكاو)
- أربع مجموعات تأهيل لأربعة فرق. وتقدم كل من الفائزين في المجموعات إلى النهائيات، إلى جانب الوصيف الأفضل مرتبة. وبسبب انسحاب أفغانستان، استبعد تصنيف الفرق المدرجة في المرتبة الثانية نتائج أي مباريات مع جميع الجوانب المدرجة في المرتبة الرابعة.[1]

## التصنيف
كان التصنيف يستند جزئياً إلى تصنيف الفيفا العالمي في يناير 2009 (وهو الترتيب المبين بين قوسين).
| متأهلين تلقائياً                                        | مضيفي المجموعات                                                  | فرق أخرى |
| ------------------------------------------------------ | ---------------------------------------------------------------- | --- |
| - كوريا الشمالية (116) - الهند (142) - طاجيكستان (146) | - المالديف (157) - سريلانكا (164) - نيبال (174) - بنغلاديش (175) | 1. تركمانستان (149) 2. ميانمار (158) 3. قرغيزستان (159) 4. الفلبين (162) 5. باكستان (165) 6. تايبيه الصينية (166) 7. كمبوديا (179) 8. فلسطين (180) 9. بروناي (182) 10. أفغانستان (184) 11. بوتان (189) 12. منغوليا (193) 13. ماكاو (197) |

واختارت لاوس وتيمور الشرقية وغوام عدم التنافس. انسحبت أفغانستان قبل بداية المباراة الأولى.

## الدور التمهيدي المؤهل
نقلت من التواريخ المقررة أصلاً في 7 مارس و 14 مارس بسبب التعارض مع التأهيل لبطولة شرق آسيا لكرة القدم 2010.
| ماكاو                                     | 2–0   | منغوليا |
| ----------------------------------------- | ----- | ------- |
| - تشان كين سينغ 22' - تشونغ إين ليونغ 24' | تقرير |         |

| منغوليا                                                                        | 3–1   | ماكاو               |
| ------------------------------------------------------------------------------ | ----- | ------------------- |
| - مورون ألتانخوياغ 55' - غيوفريدو تشيونغ 77' (ه.ذ.) - دونوروفين لومبنغاراف 89' | تقرير | - تشان كين سينغ 39' |

3–3 إجمالاً. ماكاو تقدمت إلى مرحلة المجموعات بقانون الأهداف خارج الديار.

## مرحلة المجموعات المؤهلة
كان من المقرر رسميا أن تتم التصفيات في الفترة من 2 إلى 13 أبريل 2009، على الرغم من أن التواريخ الفعلية بدأت قبل ذلك وامتدت إلى ما بعد ذلك. وعقدت كل مجموعة من مجموعات التصفيات في موقع واحد – بنغلاديش وسريلانكا والمالديف ونيبال، يستضيف كل منها مجموعاته.

### كسر التعادل
وقد صُنفت الفرق وفقاً للنقاط (3 نقاط للفوز، ونقطة واحدة للتعادل، و0 نقطة للخسارة) كما أن كسر التعادل كان على النحو التالي:
1. عدد أكبر من النقاط التي تم الحصول عليها في مباريات المجموعة بين الفرق المعنية؛
2. فارق الأهداف ناتج عن المباريات بين الفرق المعنية؛
3. تحقيق عدد أكبر من الأهداف في المباريات بين الفرق المعنية؛
4. فارق الأهداف في جميع مباريات المجموعة؛
5. تحقيق عدد أكبر من الأهداف في جميع مباريات المجموعة؛
6. ركلات من علامة الجزاء إذا كان الأمر يتعلق بفريقين فقط، وهما موجودان في مجال اللعب؛
7. يقل عدد الدرجات التي تم حسابها وفقا لعدد البطاقات الصفراء والحمراء الواردة في المجموعة؛ (نقطة واحدة لكل بطاقة صفراء، و3 نقاط لكل بطاقة حمراء نتيجة لبطاقتين صفراء، و3 نقاط لكل بطاقة حمراء مباشرة، و4 نقاط لكل بطاقة صفراء يتبعها بطاقة حمراء مباشرة)
8. سحب القرعة.

### المجموعة أ
- المباريات لعبت في بنغلاديش.
- الأوقات المذكورة حسب ت ع م+6.

| م | الفريق       | لعب | ف | ت | خ | أ.له | أ.ع | أ.ف | نقاط | التأهل                          |
| - | ------------ | --- | - | - | - | ---- | --- | --- | ---- | ------------------------------- |
| 1 | ميانمار      | 3   | 3 | 0 | 0 | 7    | 1   | +6  | 9    | التأهل لكأس التحدي الآسيوي 2010 |
| 2 | بنغلاديش (H) | 3   | 2 | 0 | 1 | 5    | 2   | +3  | 6    | التأهل لكأس التحدي الآسيوي 2010 |
| 3 | كمبوديا      | 3   | 1 | 0 | 2 | 2    | 3   | −1  | 3    |                                 |
| 4 | ماكاو        | 3   | 0 | 0 | 3 | 1    | 9   | −8  | 0    |                                 |

| ميانمار                                                                     | 4–0   | ماكاو |
| --------------------------------------------------------------------------- | ----- | ----- |
| - كين ماونغ لوين 3' - يازا وين تين 15' - بياي فيوي أو 48' - ميو مين تون 59' | تقرير |       |

| كمبوديا | 0–1   | بنغلاديش         |
| ------- | ----- | ---------------- |
|         | تقرير | - إنعام الحق 73' |

| ماكاو             | 1–2   | كمبوديا                              |
| ----------------- | ----- | ------------------------------------ |
| - تشي تشي مان 75' | تقرير | - تياب فاثاناك 12' - كيو سوكنغون 66' |

| بنغلاديش         | 1–2   | ميانمار            |
| ---------------- | ----- | ------------------ |
| - إنعام الحق 12' | تقرير | - باي سوي 68'، 77' |

| ميانمار              | 1–0   | كمبوديا |
| -------------------- | ----- | ------- |
| - يازا وين تين 90+4' | تقرير |         |

| بنغلاديش                                      | 3–0   | ماكاو |
| --------------------------------------------- | ----- | ----- |
| - مأمون الإسلام 38' - محمد زاهد حسين 68'، 71' | تقرير |       |

### المجموعة ب
- المباريات لعبت في المالديف.
- الأوقات المذكورة حسب ت ع م+5.

| م | الفريق       | لعب | ف | ت | خ | أ.له | أ.ع | أ.ف | نقاط | التأهل                          |
| - | ------------ | --- | - | - | - | ---- | --- | --- | ---- | ------------------------------- |
| 1 | تركمانستان   | 3   | 3 | 0 | 0 | 15   | 1   | +14 | 9    | التأهل لكأس التحدي الآسيوي 2010 |
| 2 | المالديف (H) | 3   | 2 | 0 | 1 | 9    | 5   | +4  | 6    |                                 |
| 3 | الفلبين      | 3   | 1 | 0 | 2 | 3    | 8   | −5  | 3    |                                 |
| 4 | بوتان        | 3   | 0 | 0 | 3 | 0    | 13  | −13 | 0    |                                 |

| تركمانستان                                                          | 3–1   | المالديف                   |
| ------------------------------------------------------------------- | ----- | -------------------------- |
| - ميكان نصيروف 42' - بردي شاميرادوف 49' - عارف ميرزوييف 68' (ركلة.) | تقرير | - إبراهيم فضيل 61' (ركلة.) |

| الفلبين         | 1–0   | بوتان |
| --------------- | ----- | ----- |
| - تشاد غولد 13' | تقرير |       |

| المالديف                                                   | 3–2   | الفلبين                                  |
| ---------------------------------------------------------- | ----- | ---------------------------------------- |
| - إبراهيم فضيل 26' (ركلة.) - علي أشفق 45' - مختار نصير 82' | تقرير | - ألكساندر بوروميو 11' - تشاد غولد 90+2' |

| بوتان | 0–7   | تركمانستان |
| ----- | ----- | --- |
|       | تقرير | - دولتميرات أتاييف 13'، 67'، 79' - قرهمانبردي تشونكاييف 16' - ديدارغيليتش أورازوف 47' - رسلان مينغازوف 64' - عارف ميرزوييف 90+3' |

| تركمانستان                                                                                            | 5–0   | الفلبين |
| --- | ----- | ------- |
| - أنتون ديل روساريو 26' (ه.ذ.) - بردي شاميرداوف 54'، 63' - ميكان نصيروف 58' - ديدارغيليتش أورازوف 65' | تقرير |         |

| بوتان | 0–5   | المالديف                                                             |
| ----- | ----- | -------------------------------------------------------------------- |
|       | تقرير | - علي أشفق 4'، 36' - إبراهيم فضيل 45+1' (ركلة.)، 47' - محمد عمير 80' |

### المجموعة ج
- المباريات لعبت في نيبال.
- الأوقات المذكورة حسب ت ع م+5:45.

| م | الفريق    | لعب | ف | ت | خ | أ.له | أ.ع | أ.ف | نقاط | التأهل                          |
| - | --------- | --- | - | - | - | ---- | --- | --- | ---- | ------------------------------- |
| 1 | قرغيزستان | 2   | 0 | 2 | 0 | 2    | 2   | 0   | 2    | التأهل لكأس التحدي الآسيوي 2010 |
| 2 | نيبال (H) | 2   | 0 | 2 | 0 | 1    | 1   | 0   | 2    |                                 |
| 3 | فلسطين    | 2   | 0 | 2 | 0 | 1    | 1   | 0   | 2    |                                 |
| 4 | أفغانستان | 0   | 0 | 0 | 0 | 0    | 0   | 0   | 0    | انسحب في 24 مارس 2009           |

حالة كسر التعادل:
- احتلت قيرغيزستان مرتبة متقدمة على نيبال وفلسطين على أساس الأهداف المسجلة.
- احتلت نيبال مرتبة متقدمة على فلسطين على أساس سجل تأديبي أفضل (نيبال بطاقة صفراء واحدة – فلسطين 3 بطاقات صفراء).

| نيبال | 0–0   | فلسطين |
| ----- | ----- | ------ |
|       | تقرير |        |

| قرغيزستان                     | 1–1   | نيبال               |
| ----------------------------- | ----- | ------------------- |
| - ميرلان مورزاييف 80' (ركلة.) | تقرير | - بيراج ماهارجان 2' |

| قرغيزستان                     | 1–1   | فلسطين             |
| ----------------------------- | ----- | ------------------ |
| - ميرلان مورزاييف 20' (ركلة.) | تقرير | - سعيد السباخي 29' |

### المجموعة د
- المباريات لعبت في سريلانكا.
- الأوقات المذكورة حسب ت ع م+5:30.

| م | الفريق         | لعب | ف | ت | خ | أ.له | أ.ع | أ.ف | نقاط | التأهل                          |
| - | -------------- | --- | - | - | - | ---- | --- | --- | ---- | ------------------------------- |
| 1 | سريلانكا (H)   | 3   | 2 | 1 | 0 | 9    | 4   | +5  | 7    | التأهل لكأس التحدي الآسيوي 2010 |
| 2 | باكستان        | 3   | 1 | 2 | 0 | 9    | 3   | +6  | 5    |                                 |
| 3 | تايبيه الصينية | 3   | 1 | 1 | 1 | 7    | 3   | +4  | 4    |                                 |
| 4 | بروناي         | 3   | 0 | 0 | 3 | 1    | 16  | −15 | 0    |                                 |

| سريلانكا                                                   | 5–1   | بروناي                   |
| ---------------------------------------------------------- | ----- | ------------------------ |
| - كاسون جاياسوريا 23'، 53'، 67'، 73' - أسمير لطيف محمد 32' | تقرير | - قمر العارفين راملي 82' |

| باكستان          | 1–1   | تايبيه الصينية  |
| ---------------- | ----- | --------------- |
| - عدنان أحمد 53' | تقرير | - تشانغ هان 21' |

| بروناي | 0–6   | باكستان                                                                 |
| ------ | ----- | ----------------------------------------------------------------------- |
|        | تقرير | - صفي الله خان 19'، 61'، 68'، 78' - جديد خان باتان 31' - عدنان أحمد 84' |

| تايبيه الصينية    | 1–2   | سريلانكا                                       |
| ----------------- | ----- | ---------------------------------------------- |
| - هوانغ وي-يي 80' | تقرير | - كاسون جاياسوريا 35' - روهانا رووانتيلاكي 39' |

| تايبيه الصينية                                                   | 5–0   | بروناي |
| ---------------------------------------------------------------- | ----- | ------ |
| - تشين بو-ليانغ 11'، 13'، 58' - هوانغ-وي-يي 30' - كو تشون-يي 80' | تقرير |        |

| سريلانكا                                          | 2–2   | باكستان                            |
| ------------------------------------------------- | ----- | ---------------------------------- |
| - روهانا رووانتيلاكي 2' - شانموغاراجاه سانجيف 88' | تقرير | - صفي الله خان 82' - عاطف بشير 84' |

### ترتيب الفرق في المرتبة الثانية
تأهل الفريق الأفضل ترتيبا في المرتبة الثانية أيضا للبطولة النهائية.
بسبب انسحاب أفغانستان من المجموعة ج، استُبعِدت المباريات مع أطراف المرتبة الرابعة في المجموعات الأخرى من المقارنة التالية.
| م | مج | الفريق   | لعب | ف | ت | خ | أ.له | أ.ع | أ.ف | نقاط | التأهل                          |
| - | -- | -------- | --- | - | - | - | ---- | --- | --- | ---- | ------------------------------- |
| 1 | أ  | بنغلاديش | 2   | 1 | 0 | 1 | 2    | 2   | 0   | 3    | التأهل لكأس التحدي الآسيوي 2010 |
| 2 | ب  | المالديف | 2   | 1 | 0 | 1 | 4    | 5   | −1  | 3    |                                 |
| 3 | ج  | باكستان  | 2   | 0 | 2 | 0 | 3    | 3   | 0   | 2    |                                 |
| 4 | د  | نيبال    | 2   | 0 | 2 | 0 | 1    | 1   | 0   | 2    |                                 |

ملاحظات على حالة كسر التعادل:
- احتلت بنغلاديش مرتبة متقدمة على المالديف على أساس فارق الأهداف.
- احتلت باكستان مرتبة متقدمة على نيبال على أساس الأهداف المسجلة.

## البطولة النهائية
وقد عقدت البطولة النهائية، التي تتألف من 8 فرق، في نهاية المطاف في الفترة من 16 إلى 27 فبراير في سريلانكا.

### المتأهلون
الفرق الثمانية المتأهلة للبطولة النهائية هي التالية:
| الفريق         | تأهل بصفته       | تاهل في       | المظاهر السابقة في البطولة1 |
| -------------- | ---------------- | ------------- | --------------------------- |
| الهند          | معفى             | 2009          | 2 (2006، 2008)              |
| طاجيكستان      | معفى             | 2009          | 2 (2006، 2008)              |
| كوريا الشمالية | معفى             | 2009          | 1 (2008)                    |
| ميانمار        | متصدر المجموعة أ | 30 أبريل 2009 | 1 (2008)                    |
| تركمانستان     | متصدر المجموعة ب | 18 أبريل 2009 | 1 (2008)                    |
| قرغيزستان      | متصدر المجموعة ج | 30 مارس 2009  | 1 (2006)                    |
| سريلانكا       | متصدر المجموعة د | 8 أبريل 2009  | 2 (2006، 2008)              |
| بنغلاديش       | أفضل وصيف        | 30 أبريل 2009 | 1 (2006)                    |

1 يشير الغليظ إلى البطل لذلك العام. ويشير الخط المائل إلى المضيف لذلك العام.
وقد تم إجراء قرعة البطولة النهائية في 30 نوفمبر 2009 في فندق غالادري في كولومبو، سريلانكا.

## الهدافون
5 أهداف
- صفي الله خان
- كاسون جاياسوريا

4 أهداف
- إبراهيم فضيل

3 أهداف
| - تشين بو-ليانغ - علي أشفق | - دولتميرات أتاييف - بردي شاميرادوف |  |

هدفان
| - إنعام الحق - محمد زاهد حسين - هوانغ وي-يي - ميرلان مورزاييف - تشان كين سينغ | - باي سوي - يازا وين تين - عدنان أحمد - تشاد غولد | - روهانا رووانتيلاكي - عارف ميرزوييف - ميكان نصيروف - ديدارغيليتش أورازوف |

هدف
| - مأمون الإسلام - قمر العارفين راملي - كيو سوكنغون - تياب فاثاناك - تشانغ هان - كو تشون-يي - تشي تشي مان - تشونغ إين ليونغ | - مختار نصير - محمد عمير - مورون ألتانخوياغ - دونوروفين لومبنغاراف - كين مونغ لوين - ميو مين تون - بياي فيو أو - بيراج ماهارجان | - عاطف بشير - جديد خان باتان - سعيد السباخي - ألكساندر بوروميو - أسمير لطيف محمد - شانموغاراجاه سانجيف - قهرمانبردي تشونكاييف - رسلان مينغازوف |

هدف ذاتي
- غيوفريدو تشيونغ (لعب ضد منغوليا)
- أنتون ديل روساريو (لعب ضد تركمانستان)